# 菜舖廍
菜舖廍，是臺灣嘉義縣布袋鎮的一個傳統地域名稱，位於該鎮東部偏北。相較於今日行政區，其範圍大致包括菜舖里不含北部邊界地帶中間兩段、東南部凸出部分及西南端、樹林里南部邊界地帶略偏西一小段。

## 歷史
台灣日治初期，菜舖廍地區為一街庄（舊制街庄），稱為「菜舖廍庄」，隸屬於龍蛟潭堡。該庄昔日北與溪墘庄為鄰，東邊北段與溪洲庄為鄰，東邊中、南段及東南邊與西後藔庄為鄰，西南邊為龍蛟潭庄，西邊南段為崩山庄，西邊北段及西北邊為考試潭庄。
1901年（日治明治三十四年）11月11日，全台設置二十廳，該庄隸屬於鹽水港廳。1904年（明治三十七年）4月1日，該庄編入「南勢竹區」，隸屬於鹽水港廳。1909年（明治四十二年）10月25日，全台整併二十廳為十二廳，該區、庄改隸屬於嘉義廳。1910年（明治四十三年）1月18日，各區管轄區域調整，該庄仍隸屬於嘉義廳的「南勢竹區」。1920年（大正九年）10月1日，全台廢十二廳改設五州二廳，該庄改制為「菜舖廍」大字，隸屬於臺南州東石郡布袋庄（新制街庄）。
戰後布袋庄改制為布袋鄉，隸屬於臺南縣，大字亦改制為村。1948年（民國37年）10月18日，布袋鄉升格為布袋鎮，村亦改制為里。1950年（民國39年）10月25日，雲、嘉、南分治，布袋鎮改隸屬於嘉義縣。

## 聚落
本地區發展較早的聚落有菜舖廍、洲仔藔等，在日治期初期的官方地圖上已有記載。此外，本地區尚有新吉庄。

## 交通
鄉道嘉22線是崩山至龜佛山的道路，經過本地區菜舖廍聚落南側。
鄉道嘉23線是新吉庄（實際起點在其北邊的溪墘地區境內）至菜舖廍的道路，其南側端點（終點）位於本地區菜舖廍聚落南側的鄉道嘉22線路口。